# Integral imprópria
Em cálculo, uma integral definida {\displaystyle \int _{a}^{b}f(x)\,dx} é chamada de imprópria em dois casos :
- quando o intervalo [a,b] é infinito, ou seja, {\displaystyle \int _{a}^{\infty }f(x)\,dx} ou {\displaystyle \int _{-\infty }^{b}f(x)\,dx}
- quando a função f tem uma descontinuidade infinita em [a,b].

Ou seja, uma integral imprópria é o limite de uma integral definida quando o ponto final do intervalo ("a" ou "b", no caso acima) se aproxima 1) de um número real especificado, 2) de menos infinito ou 3) de mais infinito. Em alguns casos, os dois lados do intervalo se aproximam de limites.

## Tipo 1: intervalos infinitos

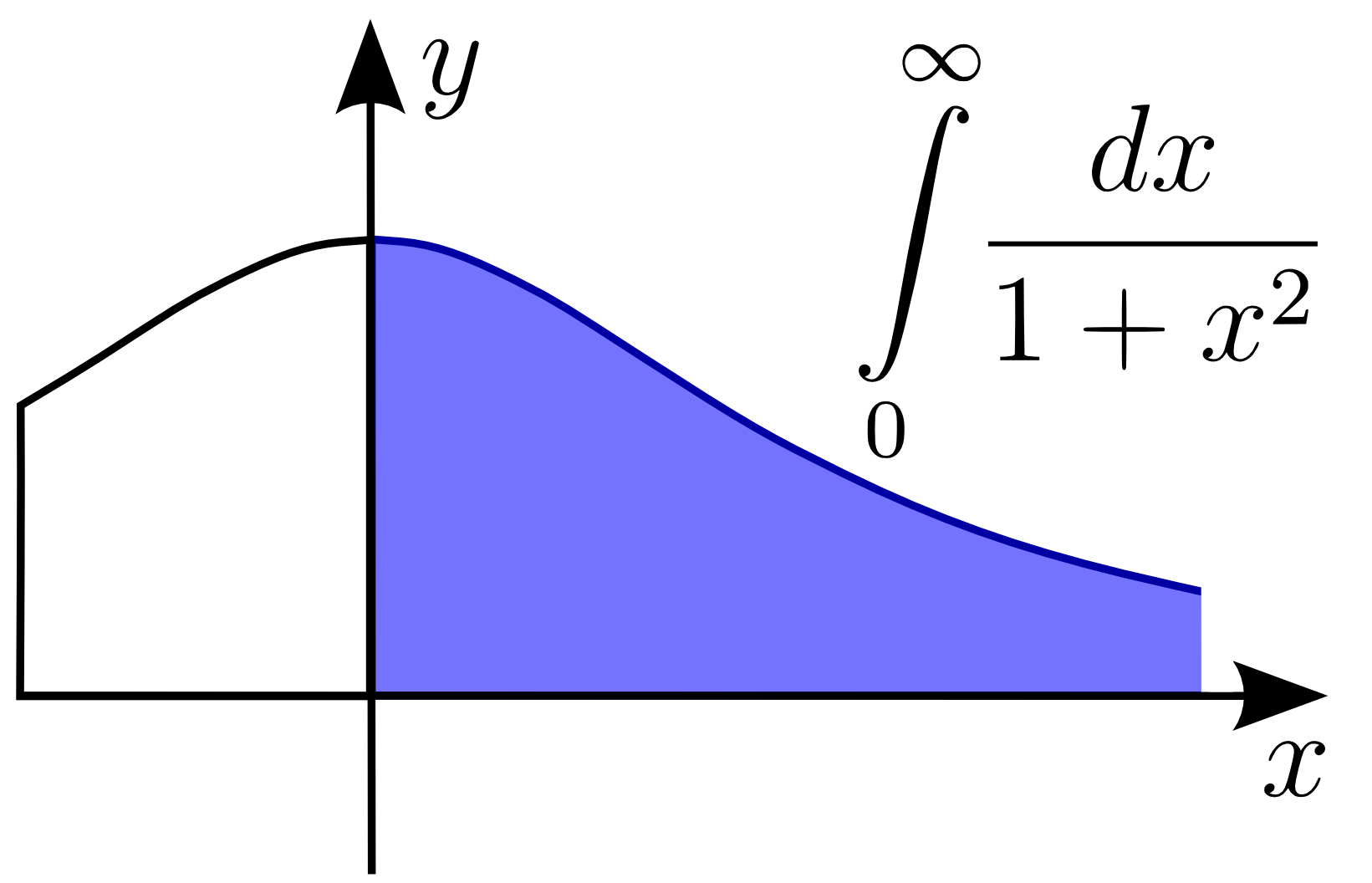
uma integral imprópria do primeiro tipo.

Uma integral imprópria do tipo 1 da função "f" é o limite de integrais sobre intervalos finitos. "f" não precisa  necessariamente ser uma função positiva, mas se for, podemos interpretar qualquer uma das definições abaixo como uma área:
- Se uma integral {\displaystyle \int _{a}^{b}f(x)\,dx} existe para cada número {\displaystyle b\geq a}, então

{\displaystyle \int _{a}^{\infty }f(x)\,dx}{\displaystyle =\lim _{b\to \infty }\int _{a}^{b}f(x)\,dx} é uma integral imprópria.
- Igualmente, se uma integral {\displaystyle \int _{a}^{b}f(x)\,dx} existe para cada número {\displaystyle a\leq b}, então

{\displaystyle \int _{-\infty }^{b}f(x)\,dx}{\displaystyle =\lim _{a\to -\infty }\int _{a}^{b}f(x)\,dx} é uma integral imprópria.

## Tipo 2: funções descontínuas

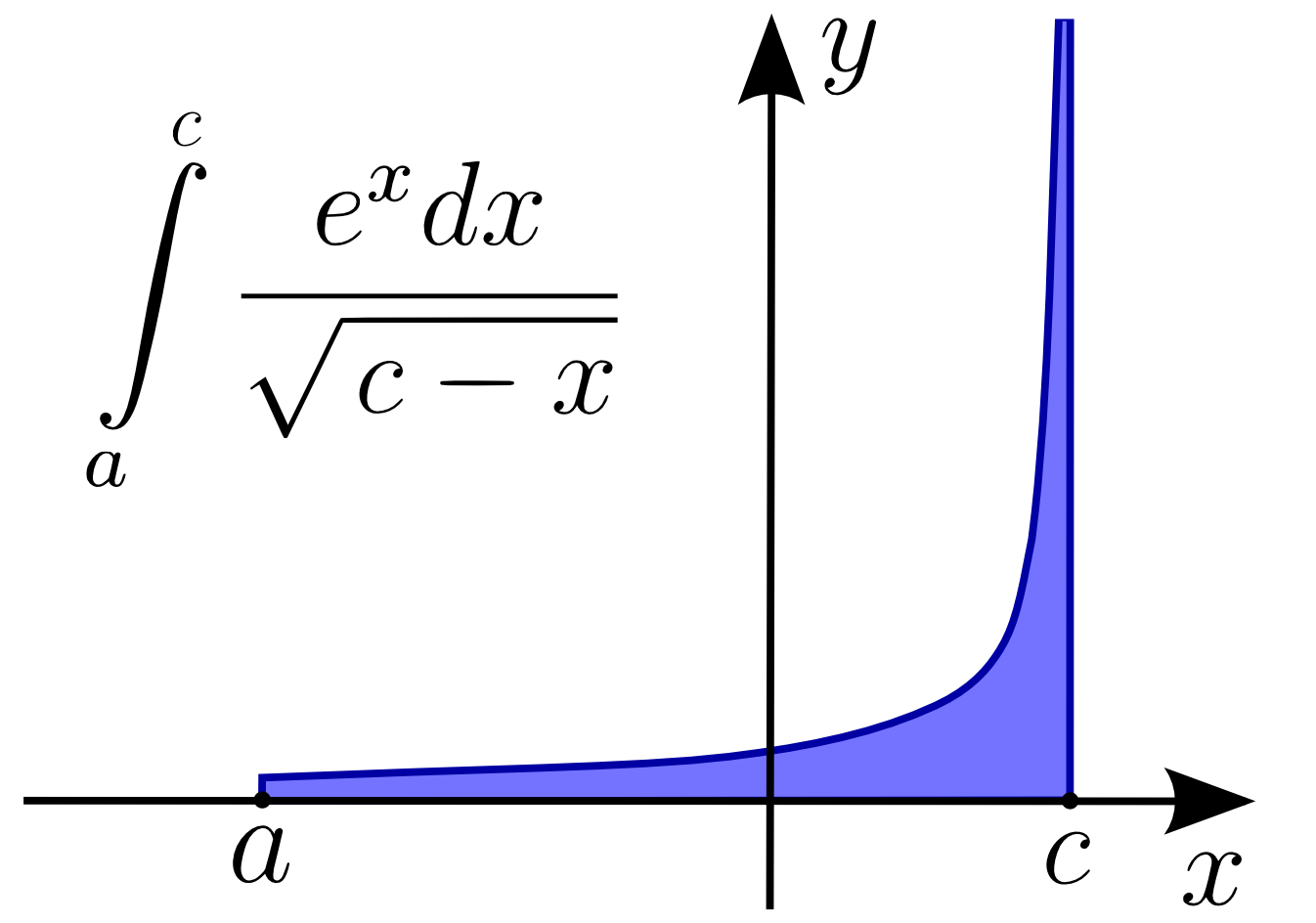
Uma integral imprópria de Riemann do segundo tipo. Repare a assíntota vertical.

A integral imprópria
é ao mesmo tempo do tipo 1 e do tipo 2.

- Se a função "f" é contínua em "a" e descontínua em "b" (ou seja, [a,b) ), então

{\displaystyle \int _{a}^{b}f(x)\,dx=\lim _{c\to b^{-}}\int _{a}^{c}f(x)\,dx}
- Ao contrário, se a função "f" é descontínua em "a" e contínua em "b" (ou seja, (a,b] ), então

{\displaystyle \int _{a}^{b}f(x)\,dx=\lim _{c\to a^{+}}\int _{c}^{b}f(x)\,dx}

## Convergência e divergência
As integrais impróprias são chamadas de convergentes se os respectivos limites existem (como números), e divergentes se os limites não existem.
Se as integrais impróprias do tipo 1 {\displaystyle \int _{a}^{\infty }f(x)\,dx} e {\displaystyle \int _{-\infty }^{b}f(x)\,dx} são convergentes, então podemos definir
{\displaystyle \int _{-\infty }^{\infty }f(x)\,dx=\int _{a}^{\infty }f(x)\,dx+\int _{-\infty }^{a}f(x)\,dx}

## Exemplos
- A integral imprópria

{\displaystyle \int _{1}^{\infty }\left[{\frac {1}{x}}\right]\,dx=\lim _{b\to \infty }\int _{1}^{b}\left[{\frac {1}{x}}\right]\,dx=\lim _{b\to \infty }ln\left|x\right\vert _{1}^{b}}{\displaystyle =\lim _{b\to \infty }\left[ln(b)-ln(1)\right]=\lim _{b\to \infty }\left[ln(b)\right]=\infty }.
Portanto, o limite não existe como número, e assim esta integral imprópria do tipo 1 é divergente .